# قلعة غدير (جهاد)
قلعة غدير (بالفارسية: قلعه‌غدیر) هي قرية تقع في إيران في قسم جهاد الريفي. يقدر عدد سكانها بـ 161 نسمة بحسب إحصاء 2016.